# Rone församling
Rone församling var en församling i Visby stift. Församlingen uppgick 2006 i Alva, Hemse och Rone församling.
Församlingskyrka var Rone kyrka.

## Administrativ historik
Församlingen har medeltida ursprung.
Församlingen var till 1962 moderförsamling i Rone och Eke som 1 maj 1933 utökades med Alva och Hemse församlingar. Från 1962 till 2006 var församlingen annexförsamling i pastoratet Alva, Rone och Hemse. Församlingen uppgick 2006 i Alva, Hemse och Rone församling.
Församlingskod var 098077.